# Rudolf Lipschitz
Rudolf Otto Sigismund Lipschitz (14 tháng 5 năm 1832 – 7 tháng 10 năm 1903) là một nhà toán học người Đức, giáo sư Đại học Bonn từ năm 1864. Ông là học trò của Peter Gustav Dirichlet và là người hướng dẫn Felix Klein.
Tên ông được nhắc đến nhiều nhất với tính liên tục Lipschitz, tuy nhiên ngoài giải tích ông còn nghiên cứu trên nhiều lĩnh vực như lý thuyết số, đại số trường, đối hợp, hình học đạo hàm riêng và cơ học cổ điển.

## Sách
- Lounesto, Pertti (1997). Clifford Algebras and Spinors. Cambridge University Press. ISBN 978-0-521-59916-0.